# مافالده

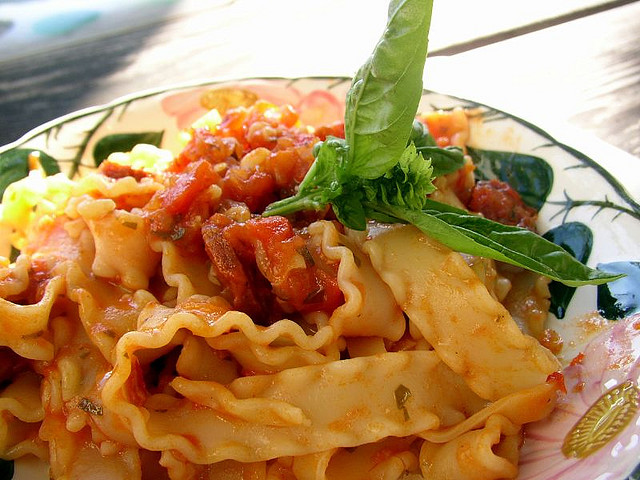
پاستای مافالده همراه با سس ودکا

مافالده (به ایتالیایی: Mafalde) نوعی پاستای نواری‌شکلِ پهن و صاف است که لبه‌هایی موج‌دار دارد. این پاستا از نظر ظاهری شبیه به لازانیا است با این تفاوت که از آن باریکتر است. پاستای مافالده همچنین در دو نوع کوتاه و بلند تولید می‌شود.
مافالده را می‌توان همراه با سسی ساده و پنیر ریکوتای رنده‌شده بر روی آن سرو نمود. این سس در عین حال می‌تواند سسی غلیظ با پایهٔ گوجه‌فرنگی یا خامه باشد. این پاستا را همچنین می‌توان با سس بلونز نیز خورد.